# Frankfurt U-Bahn
Frankfurt U-Bahn er et kombineret metro/letbane-system i den tyske by Frankfurt am Main. Den første strækning åbnede i 1968.
I dag består Frankfurt U-Bahn af 7 linjer der samler sig to og to i tre centrale tunneler gennem centrum. De suppleres af Frankfurts S-Bahn-system der dækker både forstæder og centrale dele af Frankfurt.
| Jernbane | Spire Denne jernbaneartikel er en spire som bør udbygges. Du er velkommen til at hjælpe Wikipedia ved at udvide den. |

50°06′49″N 8°40′47″Ø / 50.1136°N 8.6797°Ø